# Wartrace
Wartrace ist eine Kleinstadt (mit dem Status „Town“) und Verwaltungssitz des Bedford County im US-amerikanischen Bundesstaat Tennessee. Das U.S. Census Bureau hat bei der Volkszählung 2020 eine Einwohnerzahl von 653 ermittelt.

## Geografie
Wartrace liegt mittleren Süden Tennessees am Garrison Fork, der über den Duck River, den Tennessee River und den Ohio zum Stromgebiet des Mississippi gehört.
Die geografischen Koordinaten von Wartrace sind 35°31′38″ nördlicher Breite und 86°20′01″ westlicher Länge. Das Stadtgebiet erstreckt sich über eine Fläche von 1,8 km².
Nachbarorte von Wartrace sind Bell Buckle (8,9 km nordnordwestlich), Manchester (26,8 km östlich), Tullahoma (25,5 km südöstlich) und Shelbyville (15,5 km südwestlich).
Die nächstgelegenen Großstädte sind Tennessees Hauptstadt Nashville (94,8 km nordwestlich), Louisville in Kentucky (346 km nördlich), Knoxville (268 km ostnordöstlich), Chattanooga (142 km südöstlich), Atlanta in Georgia (327 km in der gleichen Richtung), Birmingham in Alabama (269 km südlich) und Tennessees größte Stadt Memphis (402 km westlich).

## Verkehr
Die Tennessee State Routes 64 und 269 kreuzen im Zentrum von Wartrace. Alle weiteren Straßen sind untergeordnete Landstraßen, teils unbefestigte Fahrwege sowie innerstädtische Verbindungsstraßen.
Durch Wartrace verläuft eine Eisenbahnstrecke für den Frachtverkehr der  CSX Transportation. Im Stadtzentrum zweigt nach Südwesten die einzige Strecke der Walking Horse an Easter Railroad ab, einer Local Railroad, die von Wartrace nach Shelbyville führt.
Mit dem Bomar Field-Shelbyville Municipal Airport befindet sich 20 km nordwestlich ein kleiner Flugplatz. Der nächste Großflughafen ist der 86,8 km nordwestlich gelegene Nashville International Airport.

## Bevölkerung
Nach der Volkszählung im Jahr 2010 lebten in Wartrace 651 Menschen in 258 Haushalten. Die Bevölkerungsdichte betrug 361,7 Einwohner pro Quadratkilometer. In den 258 Haushalten lebten statistisch je 2,52 Personen.
Ethnisch betrachtet setzte sich die Bevölkerung zusammen aus 86,6 Prozent Weißen, 7,1 Prozent Afroamerikanern, 1,1 Prozent amerikanischen Ureinwohnern, 0,9 Prozent Asiaten sowie 2,2 Prozent aus anderen ethnischen Gruppen; 2,2 Prozent stammten von zwei oder mehr Ethnien ab. Unabhängig von der ethnischen Zugehörigkeit waren 3,7 Prozent der Bevölkerung spanischer oder lateinamerikanischer Abstammung.
27,6 Prozent der Bevölkerung waren unter 18 Jahre alt, 59,8 Prozent waren zwischen 18 und 64 und 12,6 Prozent waren 65 Jahre oder älter. 49,6 Prozent der Bevölkerung waren weiblich.
Das mittlere jährliche Einkommen eines Haushalts lag bei 37.794 USD. Das Pro-Kopf-Einkommen betrug 17.790 USD. 16,8 Prozent der Einwohner lebten unterhalb der Armutsgrenze.

## Bekannte Bewohner
- Jimmy Cleveland (1926–2008) – Jazzposaunist – geboren und aufgewachsen in Wartrace
- James Patrick Sutton (1915–2005) – demokratischer Abgeordneter des US-Repräsentantenhauses (1949–1955) – geboren und aufgewachsen in Wartrace